# 蕭嵩
蕭嵩（660年代—749年），后梁明帝蕭巋的玄孫，曾祖父萧珣。唐玄宗时代大臣。

## 生平
萧嵩年轻时与陸象先同为僚婿。神龍元年（705年），任洺州參軍。景雲元年，為醴泉尉。算命的告訴他：“陸郎十年內，位極人臣，然不及蕭郎，一門盡貴，官高多壽。”
开元初年，升为中书舍人，为姚崇所器重。开元十四年（726年），任朔方节度使。次年吐蕃陷瓜州，回纥杀王君㚟，河陇震动。蕭嵩以张守珪为瓜州刺史。開元十六年（728年）拜相，開元二十一年（733年）二月，侍中裴光庭卒，上令蕭嵩推舉人才，蕭嵩推舉韓休。不久就與韩休發生争执，二人同時罢相。
天宝八年，萧嵩逝世，年八十余，追赠开府仪同三司。

## 家族

### 高祖
- 梁明帝蕭巋

### 曾祖
- 萧珣，梁南海王，入隋封梁国公

### 祖父
- 萧钧，中书舍人、率更令、弘文集贤两馆学士

### 父母
- 萧灌，甘州司马，徙集、岚二州司马，转渝州长史。开元十七年赠吏部尚书
- 京兆韦氏，韦云起之孙，秦州都督韦师实之女

### 夫人
- 贺睿，通议大夫、随齐王文学、秘书学士贺绲曾孙女，唐朝太子中舍人、率更令、崇文馆学士赠杭州刺史贺敳孙女，万年县尉、罗州宰贺晦第七女

### 儿子
- 萧华，唐肃宗宰相
- 萧衡，太僕卿、驸马都尉

## 延伸阅读
[在维基数据编辑]
 在维基文库阅读此作者作品
 《舊唐書·卷99》，出自刘昫《舊唐書》
 《新唐書·卷101》，出自《新唐書》